# Nemanja Petrić
Nemanja Petrić (ur. 28 lipca 1987 w Prijepolju) – serbski siatkarz, reprezentant kraju, grający na pozycji przyjmującego. Brązowy medalista Mistrzostw Europy 2013. 
W czerwcu 2016 roku urodził mu się syn - Uroš.
W kwietniu 2023 roku poinformował, że kończy karierę reprezentacyjną.

## Sukcesy reprezentacyjne
Mistrzostwa Europy:
- 2019
- 2013, 2017

Liga Światowa:
- 2015

Memoriał Huberta Jerzego Wagnera:
- 2016
- 2019

## Sukcesy klubowe
Puchar Czarnogóry:
- 2008, 2009

Liga czarnogórska:
- 2008
- 2009, 2010

Liga belgijska:
- 2011

Liga włoska:
- 2016
- 2014, 2015

Puchar Włoch:
- 2015, 2016

Superpuchar Włoch:
- 2015, 2016

Puchar Turcji:
- 2018

Liga turecka:
- 2018

Puchar Challenge:
- 2019

## Nagrody indywidualne
- 2016: MVP Superpucharu Włoch